# Servaea incana
Servaea incana là một loài nhện trong họ Salticidae.
Loài này thuộc chi Servaea. Servaea incana được Ferdinand Karsch miêu tả năm 1878.